# Route 279 (Québec)
Pour les articles homonymes, voir Route 279.
La route 279 (R-279) est une route régionale québécoise d'orientation nord / sud située sur la rive sud du fleuve Saint-Laurent. Elle dessert la région administrative de Chaudière-Appalaches.

## Tracé
La route 279 débute à Notre-Dame-Auxiliatrice-de-Buckland sur la route 216, pour se terminer à Beaumont, à une jonction avec la route 132. Elle traverse la Grande plée Bleue entre Beaumont et Saint-Charles-de-Bellechasse, traverse la rivière Boyer à Saint-Charles, et escalade peu à peu les Appalaches.

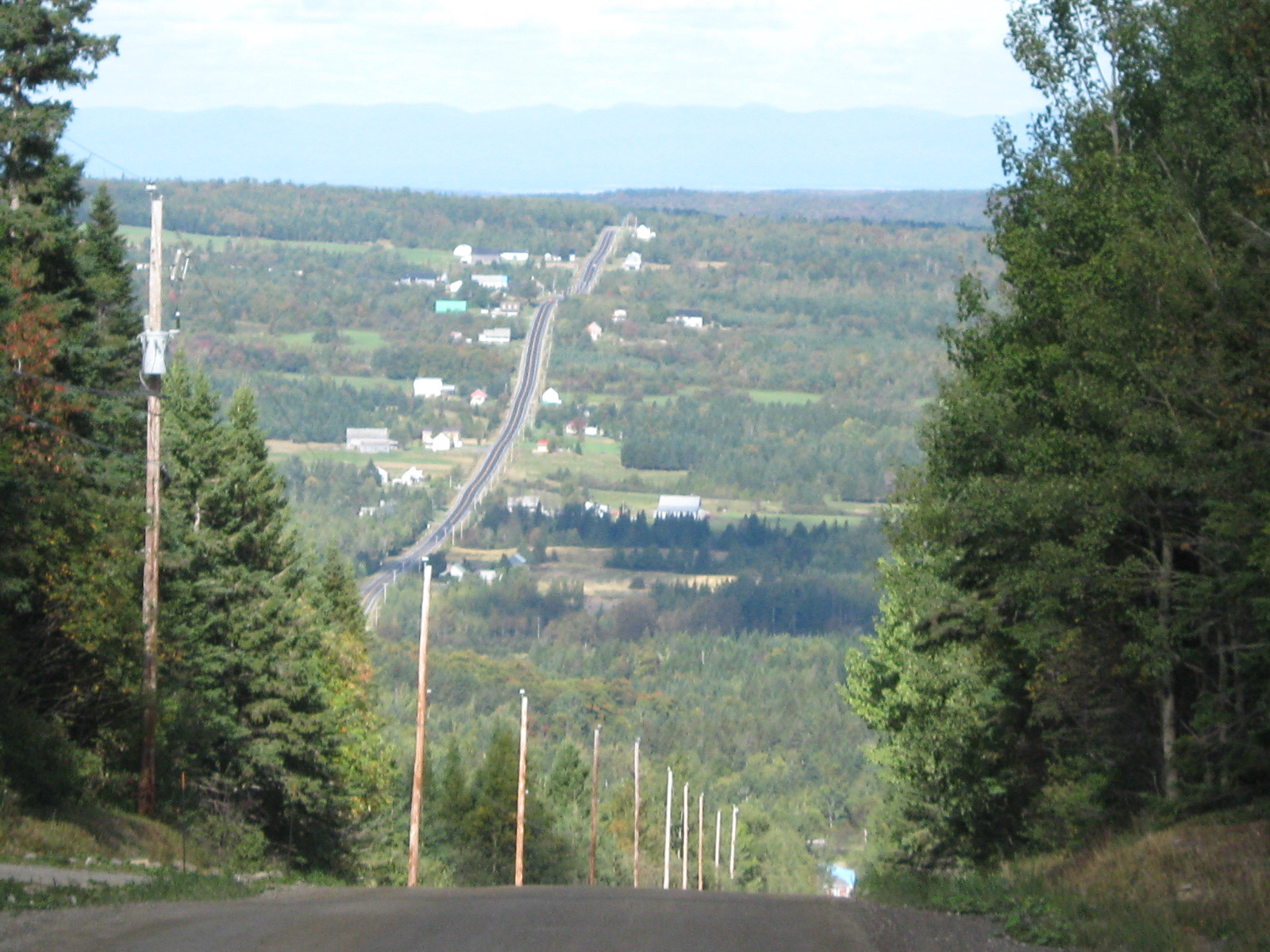
La route 279 gravit les contreforts des Appalaches près de Notre-Dame-Auxiliatrice-de-Buckland.
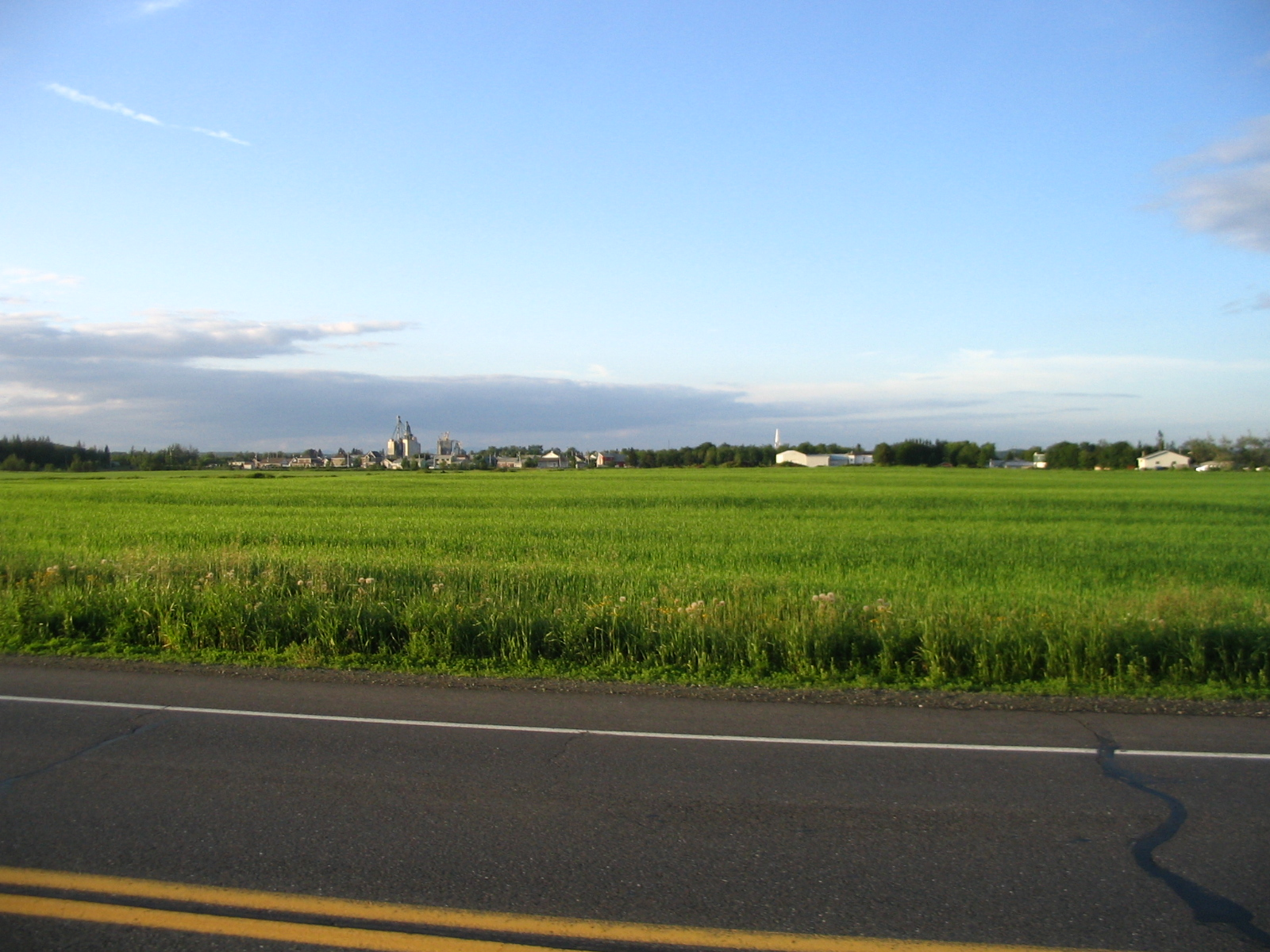
Route 279 à Saint-Charles-de-Bellechasse.

## Localités traversées (du sud au nord)
Liste des municipalités dont le territoire est traversé par la route 279, regroupées par municipalité régionale de comté.

### Chaudière-Appalaches
Bellechasse
- Notre-Dame-Auxiliatrice-de-Buckland
- Saint-Damien-de-Buckland
- Saint-Lazare-de-Bellechasse
- Saint-Gervais
- Saint-Charles-de-Bellechasse
- Beaumont

## Intersections majeures
| MRC         | Municipalité                        | km    | Destinations                                        | Notes                |
| ----------- | ----------------------------------- | ----- | --------------------------------------------------- | -------------------- |
| Bellechasse | Notre-Dame-Auxiliatrice-de-Buckland | 0,00  | R-216 – Saint-Philémon, Saint-Nazaire-de-Dorchester |                      |
| Bellechasse | Saint-Charles-de-Bellechasse        | 39,60 | R-218 – Saint-Henri, Saint-Charles-de-Bellechasse   |                      |
| Bellechasse | Beaumont                            | 48,00 | A-20 – Québec, Rivière-du-Loup                      | Sortie 337 de l'A-20 |
| Bellechasse | Beaumont                            | 49,60 | R-132 – Lévis, Montmagny                            |                      |
|             |                                     |       |                                                     |                      |